# Freneuse (Seine-Maritime)
Pour les articles homonymes, voir Freneuse.
Freneuse est une commune française située dans le département de la Seine-Maritime en région Normandie.

## Géographie
| Cléon                         |                     | Tourville-la-Rivière              |
| Saint-Aubin-lès-Elbeuf        | Freneuse            | Sotteville-sous-le-Val            |
| Seine Saint-Pierre-lès-Elbeuf | Seine Martot (Eure) | Seine Criquebeuf-sur-Seine (Eure) |

La commune se situe sur la rive droite de la Seine.

### Hydrographie
La commune est située dans le bassin Seine-Normandie. Elle est drainée par la Seine et un bras de la Seine,,.
La Seine constitue la limite sud de la commune. Elle prend sa source à Source-Seine, en Côte-d'Or, sur le plateau de Langres, traverse le département avec de larges méandres sur son flanc sud et se jette dans la Manche entre Le Havre et Honfleur. 

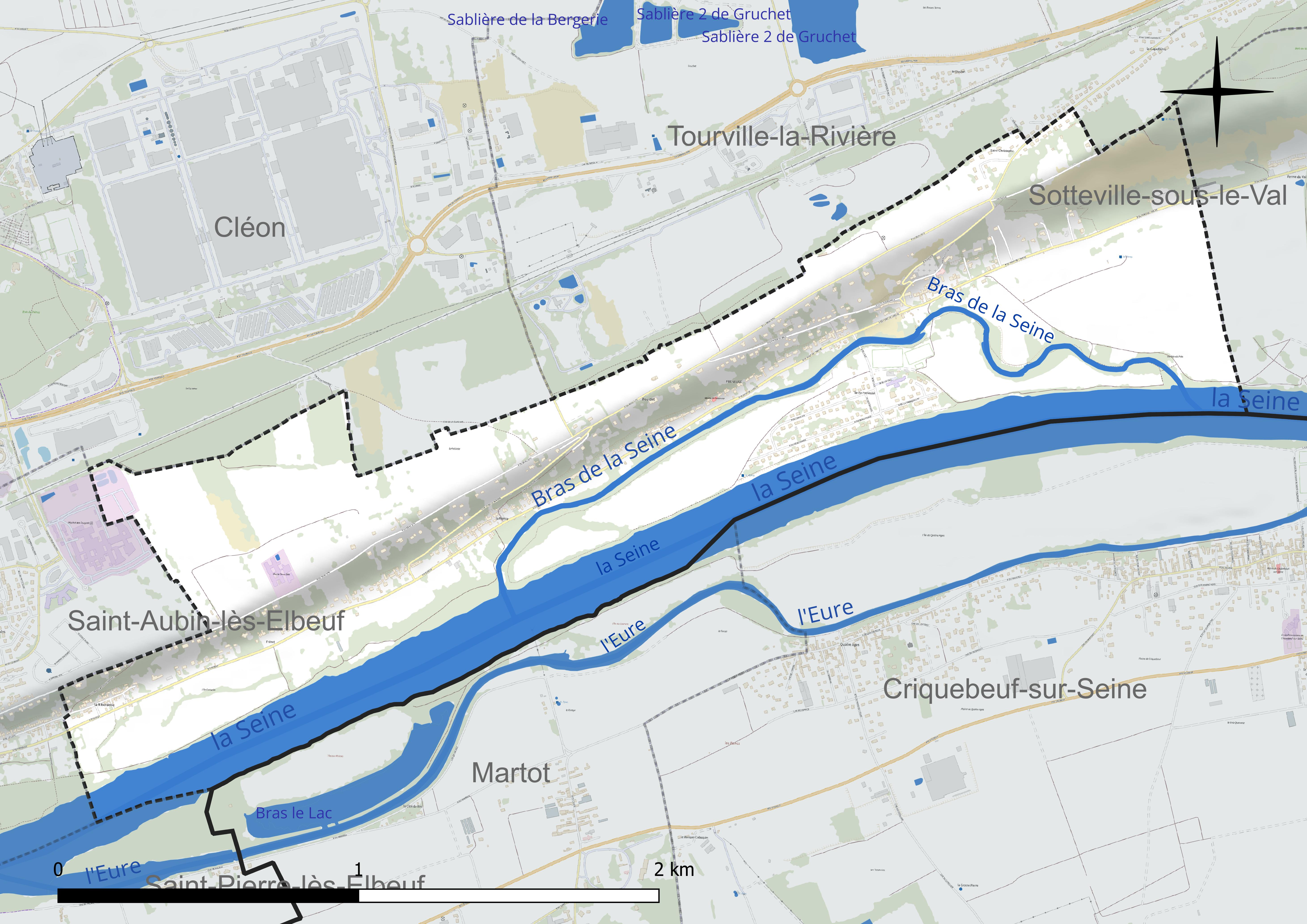
Réseau hydrographique de Freneuse.

### Climat
Pour des articles plus généraux, voir Climat de la Normandie et Climat de la Seine-Maritime.
En 2010, le climat de la commune est de type climat océanique dégradé des plaines du Centre et du Nord, selon une étude du CNRS s'appuyant sur une série de données couvrant la période 1971-2000. En 2020, Météo-France publie une typologie des climats de la France métropolitaine dans laquelle la commune est exposée à un climat océanique et est dans la région climatique Côtes de la Manche orientale, caractérisée par un faible ensoleillement (1 550 h/an) ; forte humidité de l’air (plus de 20 h/jour avec humidité relative > 80 % en hiver), vents forts fréquents. Parallèlement le GIEC normand, un groupe régional d’experts sur le climat, différencie quant à lui, dans une étude de 2020, trois grands types de climats pour la région Normandie, nuancés à une échelle plus fine par les facteurs géographiques locaux. La commune est, selon ce zonage, exposée à un « climat contrasté des collines », correspondant au Pays d’Auge, Lieuvin et Roumois, moins directement soumis aux flux océaniques et connaissant toutefois des précipitations assez marquées en raison des reliefs collinaires qui favorisent leur formation.
Pour la période 1971-2000, la température annuelle moyenne est de 10,9 °C, avec une amplitude thermique annuelle de 13,5 °C. Le cumul annuel moyen de précipitations est de 762 mm, avec 12,2 jours de précipitations en janvier et 8 jours en juillet. Pour la période 1991-2020, la température moyenne annuelle observée sur la station météorologique la plus proche, située sur la commune de Louviers à 13 km à vol d'oiseau, est de 11,8 °C et le cumul annuel moyen de précipitations est de 719,5 mm,. Pour l'avenir, les paramètres climatiques de la commune estimés pour 2050 selon différents scénarios d’émission de gaz à effet de serre sont consultables sur un site dédié publié par Météo-France en novembre 2022.

## Urbanisme

### Typologie
Au 1er janvier 2024, Freneuse est catégorisée bourg rural, selon la nouvelle grille communale de densité à sept niveaux définie par l'Insee en 2022.
Elle appartient à l'unité urbaine de Rouen, une agglomération inter-départementale regroupant 50  communes, dont elle est une commune de la banlieue,,. Par ailleurs la commune fait partie de l'aire d'attraction de Rouen, dont elle est une commune de la couronne,. Cette aire, qui regroupe 317 communes, est catégorisée dans les aires de 200 000 à moins de 700 000 habitants,.

### Occupation des sols
L'occupation des sols de la commune, telle qu'elle ressort de la base de données européenne d’occupation biophysique des sols Corine Land Cover (CLC), est marquée par l'importance des territoires agricoles (58,8 % en 2018), en diminution par rapport à 1990 (59,8 %). La répartition détaillée en 2018 est la suivante : 
prairies (43,1 %), zones urbanisées (25,1 %), eaux continentales (14,9 %), zones agricoles hétérogènes (10,7 %), terres arables (5 %), forêts (1,2 %). L'évolution de l’occupation des sols de la commune et de ses infrastructures peut être observée sur les différentes représentations cartographiques du territoire : la carte de Cassini (XVIIIe siècle), la carte d'état-major (1820-1866) et les cartes ou photos aériennes de l'IGN pour la période actuelle (1950 à aujourd'hui).

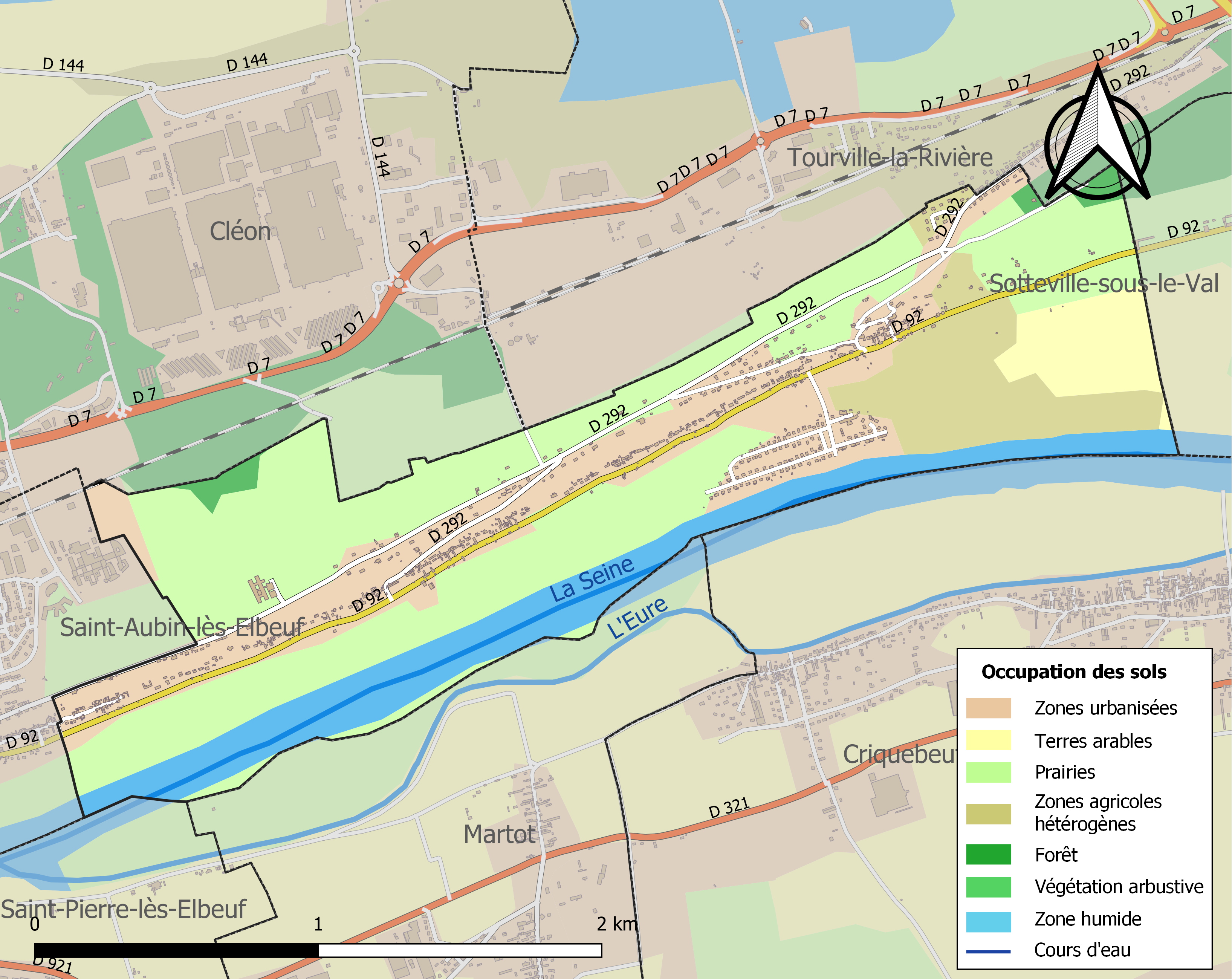
Carte des infrastructures et de l'occupation des sols de la commune en 2018 (CLC).

## Toponymie
Le nom de la localité est attesté sous la forme Frainusa entre 1046 et 1066.
Freneuse dérive du latin, fraxinus, frêne, et désigne un lieu planté de frênes, une « frênaie », et du suffixe -osa, ce qui fait que Freneuse a pour origine latine Fraxinosa.

## Politique et administration
| Période                                  | Période                    | Identité            | Étiquette | Qualité                         |
| ---------------------------------------- | -------------------------- | ------------------- | --------- | ------------------------------- |
| Les données manquantes sont à compléter. |                            |                     |           |                                 |
| 1835                                     | 1842                       | Delamare            |           |                                 |
| 1902                                     | 1909                       | Alfred Fréret       |           |                                 |
| 1930                                     | 1936                       | Riquier             |           |                                 |
| 1946                                     |                            | Leroux              |           |                                 |
| 1963                                     |                            | Boudier             |           |                                 |
| 1974                                     |                            | G. Courteheuse      |           |                                 |
| Les données manquantes sont à compléter. |                            |                     |           |                                 |
| avant 1981                               |                            | Jean-Pierre Granger |           |                                 |
| 1983 ou avant                            |                            | Jean Vuillequez     |           |                                 |
| juin 1995                                | mars 2001                  | Jacques Tychyj      |           | Médecin                         |
| mars 2001                                | 2014                       | Monique Lemarié     |           | Chimiste au labo SGS            |
| 2014                                     | En cours (au 10 août 2020) | Pascal Baron        |           | Réélu pour le mandat 2020-2026, |

## Démographie
L'évolution du nombre d'habitants est connue à travers les recensements de la population effectués dans la commune depuis 1793. Pour les communes de moins de 10 000 habitants, une enquête de recensement portant sur toute la population est réalisée tous les cinq ans, les populations de référence des années intermédiaires étant quant à elles estimées par interpolation ou extrapolation. Pour la commune, le premier recensement exhaustif entrant dans le cadre du nouveau dispositif a été réalisé en 2008.

En 2022, la commune comptait 993 habitants, en évolution de +8,88 % par rapport à 2016 (Seine-Maritime : +0,35 %, France hors Mayotte : +2,11 %).
| 1793 | 1800 | 1806 | 1821 | 1831 | 1836 | 1841 | 1846 | 1851 |
| ---- | ---- | ---- | ---- | ---- | ---- | ---- | ---- | ---- |
| 490  | 515  | 513  | 522  | 422  | 631  | 600  | 588  | 570  |

| 1856 | 1861 | 1866 | 1872 | 1876 | 1881 | 1886 | 1891 | 1896 |
| ---- | ---- | ---- | ---- | ---- | ---- | ---- | ---- | ---- |
| 560  | 570  | 587  | 540  | 507  | 484  | 454  | 447  | 408  |

| 1901 | 1906 | 1911 | 1921 | 1926 | 1931 | 1936 | 1946 | 1954 |
| ---- | ---- | ---- | ---- | ---- | ---- | ---- | ---- | ---- |
| 386  | 361  | 346  | 324  | 315  | 327  | 334  | 434  | 516  |

| 1962 | 1968 | 1975 | 1982  | 1990  | 1999 | 2006 | 2008 | 2013 |
| ---- | ---- | ---- | ----- | ----- | ---- | ---- | ---- | ---- |
| 590  | 575  | 730  | 1 024 | 1 033 | 951  | 938  | 934  | 900  |

| 2018 | 2022 | - | - | - | - | - | - | - |
| ---- | ---- | - | - | - | - | - | - | - |
| 951  | 993  | - | - | - | - | - | - | - |

## Culture locale et patrimoine

### Lieux et monuments

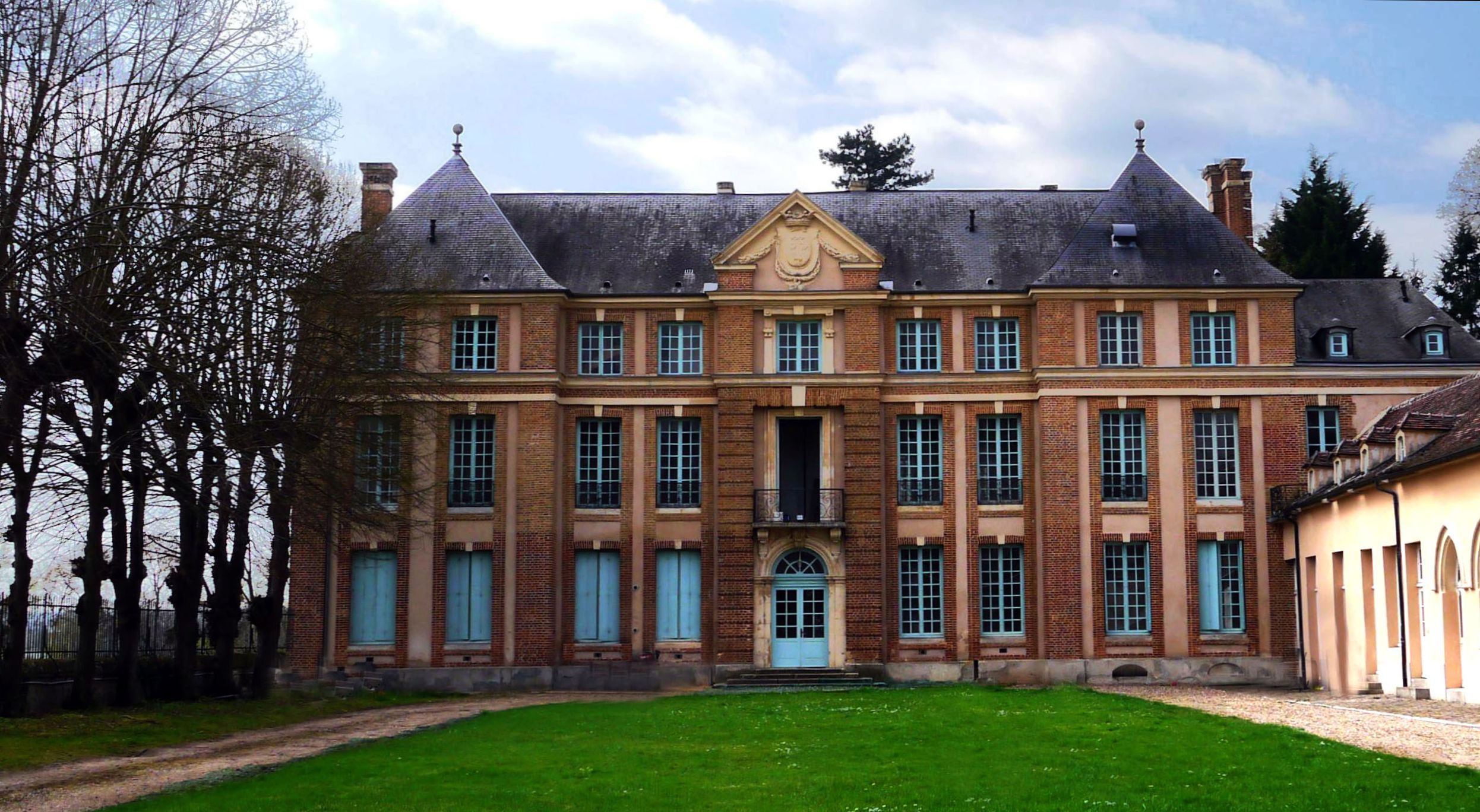
Le château de Val-Freneuse.

La commune compte deux monuments historiques :
- L'Église Notre-Dame de Freneuse, dont le clocher a été  Inscrit MH (1992, clocher)[25],[26] ;
- Le château de Val-Freneuse,  Inscrit MH (1977)[27],[28] : construit au XVIIe siècle pour les parlementaires Le Cornier ; la chapelle a été aménagée au XIXe siècle dans les communs. La construction est en brique et pierre calcaire.

### Personnalités liées à la commune
- Famille Filleul, seigneur de Freneuse dont plusieurs membres ont été maire de Rouen.
- Émile-Louis Minet (1841-1923), artiste peintre, y a vécu.
- Joseph-Félix Bouchor (1853-1937), artiste peintre, y a vécu.
- Jacques Rivette (1928-2016), y a résidé.